# Crepidostomum canadense
Crepidostomum canadense är en plattmaskart. Crepidostomum canadense ingår i släktet Crepidostomum och familjen Allocreadiidae. Inga underarter finns listade i Catalogue of Life.